# Olesicampe gallicator
Olesicampe gallicator är en stekelart som först beskrevs av Aubert 1964.  Olesicampe gallicator ingår i släktet Olesicampe och familjen brokparasitsteklar. Inga underarter finns listade i Catalogue of Life.